# Чебурашка
Чебура́шка — персонаж, придуманный писателем Эдуардом Успенским в 1966 году как один из главных героев книги «Крокодил Гена и его друзья» и её продолжений. После выхода мультфильма Романа Качанова «Крокодил Гена», снятого по этой книге в 1969 году, персонаж стал широко известен.
В первоначальном варианте книги внешне представлял собой неуклюжее существо с большими (по другим данным — большими продолговатыми) ушами и коричневой шерстью, ходящее на задних лапах. В 1968 году художник-скульптор театра марионеток в Ленинграде Маргарита Скрипова-Ясинская создала для спектаклей куклу с большими ушами. Известный сегодня добродушный образ Чебурашки с большими ушами и большими глазами впервые появился в мультфильме «Крокодил Гена» в 1969 году и был создан при непосредственном участии художника-постановщика фильма Леонида Шварцмана.
После выхода фильма первоначально переводился на иностранные языки как англ. Topple («Топл»), нем. Kullerchen («Куллерхен») и Plumps («Плумпс»), швед. Drutten («Друттен»), фин. Muksis («Муксис»).

## Происхождение
Согласно отредактированному (относительно размера ушей) предисловию к книге «Крокодил Гена и его друзья», Чебурашкой называлась бывшая в детстве у автора книги бракованная игрушка, изображавшая странного зверя: не то медвежонок, не то заяц с большими ушами («медвяц»).
Глаза у него были большие и жёлтые, как у филина, голова круглая, заячья, а хвост коротенький и пушистый, такой, какой бывает обычно у маленьких медвежат.
По книге, родители автора утверждали, что это — неизвестный науке зверь, который живёт в жарких тропических лесах. Поэтому в основном тексте, героями которого выступают, как утверждает писатель, детские игрушки самого Эдуарда Успенского, Чебурашка действительно является неизвестным тропическим зверьком, который забрался в ящик с апельсинами, уснул там и в результате вместе с ящиком попал в большой город. Директор магазина, в котором открыли ящик, назвал его «Чебурашкой», так как объевшийся апельсинами зверёк постоянно падал (чебурахался):
Он сидел, сидел, смотрел по сторонам, а потом взял да и чебурахнулся со стола на стул. Но и на стуле он долго не усидел — чебурахнулся снова. На пол.

— Фу ты, Чебурашка какой! — сказал про него директор магазина, — Совсем не может сидеть на месте!

Так наш зверёк и узнал, что его имя — Чебурашка…
Версию про бракованную игрушку, изложенную во введении к своей книге, Э. Н. Успенский отвергает, как сочинённую специально для детей. В интервью нижегородской газете Успенский говорит:
Я пришел в гости к другу, а его маленькая дочка примеряла пушистую шубу, которая тащилась по полу, <…> Девчонка постоянно падала, запинаясь о шубу. И её отец после очередного падения воскликнул: «Ой, опять чебурахнулась!». Это слово врезалось мне в память, я спросил его значение. Оказалось, что «чебурахнуться» — это значит «упасть». Так и появилось имя моего героя.
В «Толковом словаре живого великорусского языка» В. И. Даля описано как слово «чебурахнуться» в значении «упасть», «грохнуться», «растянуться», так и слово «чебурашка», определяемое им в различных диалектах как «шашка бурлацкой лямки, привешенная на хвосте», либо как «ванька-встанька, куколка, которая, как ни кинь её, сама встаёт на ноги». Согласно этимологическому словарю Фасмера, «чебура́хнуть» образовано от слов чубуро́к, чапуро́к, чебура́х — «деревянный шар на конце бурлацкой бечевы», тюркского происхождения. Другое родственное слово — «чебырка», плётка, на конце которой — шарик на волосе.
У Даля слово «чебурашка» также приведено в значении «игрушка-неваляшка». Плавучий деревянный шар «чебурка» или «чебурашка» использовали бурлаки.

## Сюжет и герои

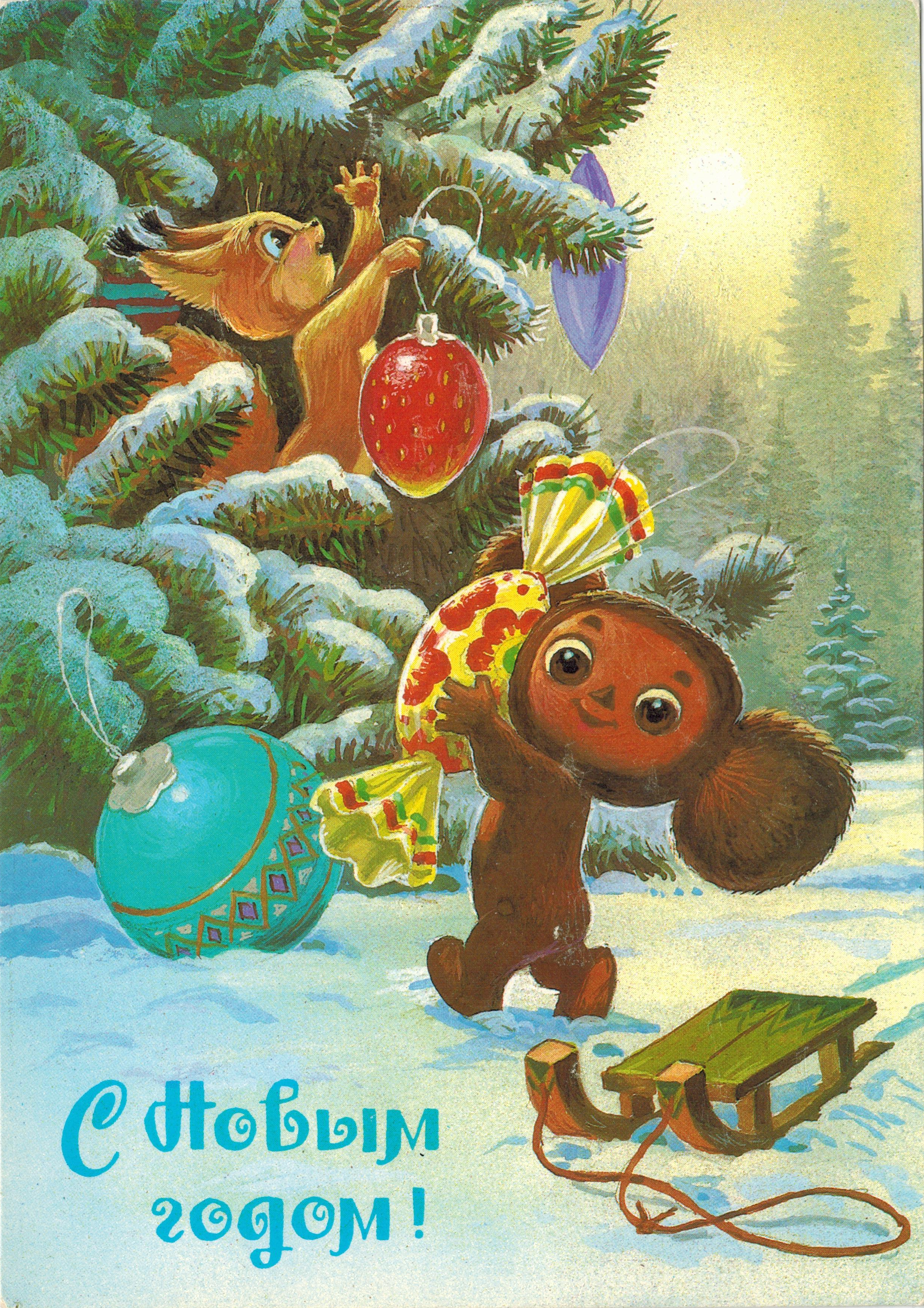
Почтовая открытка СССР «C Новым годом», худ. В. Зарубин, 1987, лицевая сторона

Чебурашку пытаются пристроить в зоопарк, но в зоопарк Чебурашку не взяли, так как не знали, в какую клетку следует посадить неизвестного зверька; в конце концов его пристроили в магазин уцененных товаров. Чебурашка встречается с крокодилом Геной, который работал в зоопарке крокодилом и, будучи одинок, как и Чебурашка, стал развешивать объявления о поиске друзей. Вместе они находят друзей, в числе которых лев Чандр, щенок Тобик и пионерка Галя, и помогают другим персонажам — людям и говорящим животным. Им строят пакости старуха Шапокляк и её ручная крыса Лариска. По окончании стройки выясняется, что дом, где будут становиться друзьями, не нужен: все герои уже подружились в процессе строительства. Построенный ими дом было решено отдать под клуб, где все они могли бы собираться по вечерам. Чебурашку устроили работать в детский сад игрушкой.

### Старуха Шапокляк
Старуха Шапокляк, названная в честь старомодного головного убора — главный антагонист Чебурашки и Гены. Согласно книге, её основное занятие — «собирать злы», в мультфильме её девиз выражен в песенке: «Кто людям помогает — тот тратит время зря. Хорошими делами прославиться нельзя». Шапокляк при поддержке живущей в её ридикюле крысы Лариски устраивает жестокие розыгрыши над невинными жителями города. По мере знакомства с Геной и Чебурашкой Шапокляк постепенно встаёт на путь исправления, обычно возвращаясь к хулиганству в начале следующего выпуска мультфильма.
В интервью Успенский заявил, что прототипом Шапокляк стала первая жена писателя, а художник Леонид Шварцман, придумавший внешний вид мультипликационных персонажей, по собственному признанию, отчасти «срисовал» Шапокляк со своей тёщи.

## Книги
Повесть о Чебурашке была написана Эдуардом Успенским, а пьесы совместно с Романом Качановым:
- «Крокодил Гена и его друзья» (1966) — повесть;
- «Чебурашка и его друзья» (1970) — пьеса (совместно с Р. Качановым)[17];
- «Отпуск крокодила Гены» (1974) — пьеса (совместно с Р. Качановым)[17];
- «Бизнес крокодила Гены» (1992) — повесть (совместно с И. Е. Агрон)[18];
- «Крокодил Гена — лейтенант милиции» (1998);
- «Чебурашка уходит в люди»;
- «Похищение Чебурашки»;
- «Чебурашка и его новый друг Чекрежик» (2008) — повесть (совместно с Ю. А. Дубовских).

## Экранизации
По мотивам книги режиссёром и соавтором сценария Романом Качановым создано четыре мультфильма:
- 1969 — «Крокодил Гена», 19 мин. 24 сек.;
- 1971 — «Чебурашка», 20 мин. 06 сек.;
- 1974 — «Шапокляк», 19 мин. 48 сек.;
- 1983 — «Чебурашка идёт в школу», 9 мин. 54 сек.

Японскими аниматорами, совместно с российскими, эта серия была продолжена в той же стилистике анимации:
- 2010 — «Крокодил Гена», 19 мин. 24 сек. — полностью переснятый заново советский мультфильм 1969 года[19][20]. Для проката в России эта часть была перемонтирована в краткий пролог длительностью 4 мин. 35 сек., поскольку японцы посчитали, что в России и так все должны хорошо знать историю Чебурашки;
- 2010 — «Чебурашка и цирк», 34 мин. 02 сек.;
- 2010 — «Чебурашка идёт в зоопарк», 21 мин. 04 сек.;
- 2010 — «Советы Шапокляк», 30 мин. 42 сек.

Также в разное время были выпущены мультфильмы в других стилистиках анимации:
- 2009—2010 — японский сериал «Это что за Чебурашка?», состоящий из 26 серий;
- 2020 — «Чебурашка: Я нашёл друга», 4 мин. 27 сек. Японский 3D мультфильм, стилизованный под классическую анимацию, рассказывающий альтернативную версию знакомства Гены и Чебурашки;
- 2020 — «Переезд!», 6 мин. 00 сек. Мультфильм посвящен переезду студии Союзмультфильм в новое здание. Снят в 3D;
- 2020 — «Чебурашка. Секрет праздника», 7 мин. 31 сек. Мультфильм профинансирован компанией Сбер, поэтому в нём присутствует реклама этой компании. Снят в 3D.

### Описание
Фильмы сняты Романом Качановым по сценарию, написанному самим Качановым и Эдуардом Успенским. Художник-постановщик — Леонид Шварцман, музыку к фильму «Крокодил Гена» создал Михаил Зив, к остальным — Владимир Шаинский. Оператор — Иосиф Голомб («Крокодил Гена»), Теодор Бунимович (остальные фильмы). Чебурашку озвучивала Клара Румянова, Крокодила Гену — Василий Ливанов (песни за него исполнял Владимир Ферапонтов), Шапокляк — Владимир Раутбарт («Крокодил Гена»), Ирина Мазинг («Шапокляк») и Юрий Андреев («Чебурашка идёт в школу»). Других персонажей озвучивали актёры Владимир Кенигсон, Владимир Ферапонтов, Юрий Андреев, Георгий Бурков и Тамара Дмитриева.
В 1990 году вышел пластилиновый мультфильм «Серый волк энд Красная Шапочка», в котором Чебурашка и Крокодил Гена являлись эпизодическими героями.
В 2003 году на Токийской международной ярмарке анимации японская фирма SP International приобрела у «Союзмультфильма» права на распространение в Японии мультфильмов о Чебурашке до 2023 года.
На японском телеканале TV Tokyo прошёл показ 26 серий аниме о Чебурашке под названием Cheburashka Arere?.
В мае 2010 года в Японии был заново снят мультфильм «Крокодил Гена», а также совместно с российскими мультипликаторами сделаны два новых кукольных мультфильма «Чебурашка и цирк» и «Советы Шапокляк» (режиссёр М. Накамура). В другом варианте диска заново переснятый фильм «Крокодил Гена» был представлен в кратком пересказе, но между мультфильмами «Чебурашка и цирк» и «Советы Шапокляк» был помещён ещё один мультфильм «Чебурашка в зоопарке». Прокат данных мультфильмов в России и некоторых других странах был невозможен из-за неопределенного правового статуса выпущенных в Японии мультфильмов. В 2014 году данный мультфильм планировалось выпустить в российском прокате.
В апреле 2020 года японские мультипликаторы выпустили первый короткометражный 3D-мультфильм о приключениях Чебурашки и крокодила Гены под названием «Чебурашка: Я нашёл друга». Выход приурочен к 10-летию японского кукольного сериала о Чебурашке, в котором было 26 эпизодов. Новый мультфильм стал приквелом, в нём рассказывают историю знакомства главных героев. Гену озвучил Такахиро Сакурай, а Чебурашку — Риэ Кугимия.
31 декабря 2020 года студия «Союзмультфильм» представила новую серию мультфильма «Секрет праздника».
1 января 2023 года в прокат вышел игровой фильм о Чебурашке режиссёра Дмитрия Дьяченко, сюжет которого, в отличие от мультфильмов, практически не связан с оригинальной повестью, однако заимствует имена многих персонажей.

## Популярность

Чебурашка, 1965 год (худ. Алфеевский В.С.)

После выхода первых серий мультфильмов Чебурашка стал очень популярен в СССР. С тех пор Чебурашка — герой многих российских анекдотов.
Чебурашку в советской прессе критиковали за «безродность»:

Одинокие, безродные, как бы они сами ни старались скрыть свою беду за весельем и беззаботностью, всегда вызывали сочувствие и жалость. Чебурашку, как и некоторых других героев современной детской литературы, жалко ещё и потому, что при рождении своём они были обделены сердечным теплом и подлинной любовью автора.— Машовец Н. Кто усыновит Чебурашку? — Литературная газета, 04.11.1981.
На летних Олимпийских играх 2004 года в Афинах был выбран талисманом Олимпийской сборной России. На зимних Олимпийских играх 2006 года символ российской сборной Чебурашка переоделся в белый зимний мех. На летних Олимпийских играх 2008 года в Пекине Чебурашку «одели» в красный мех.
На зимних Олимпийских играх 2010 Чебурашка-талисман стал обладателем синего меха.
7 июля 2016 года, в честь 80-летия студии «Союзмультфильм», Чебурашка совершил космический полёт на МКС.

### Чебурашка в Японии
Чебурашка приобрёл большую популярность в Японии. Одной из причин популярности Чебурашки в Японии, может быть, его внешний вид, который, из-за пронизывающей всю современную Японию, культуры каваии, похож на классические очень популярные в Японии, кавайные японские маскоты, такие как, например, юру-кяра и тому подобные, а также на персонажей из манги и аниме.

### Чебурашка в Швеции
В 1970-х годах несколько циклов детских развлекательных теле- и радиопередач с участием персонажей Чебурашки и крокодила Гены выходило в Швеции. По материалам таких передач выпускались пластинки, Чебурашка и Гена появлялись в журналах. Персонажи были обязаны своим происхождением куклам Чебурашки и Гены, которые были привезены из командировки в СССР. Шведы узнали их как Drutten och Gena — по-шведски Чебурашку назвали Друттен, словом, производным от разговорного швед. drutta («падать, спотыкаться, бухаться, наворачиваться»).
Сходство ограничивалось видом и именами. Шведские персонажи говорили и пели о других вещах, жили на книжной полке, в телепостановках использовалась не кукольная мультипликация, а куклы-марионетки. По шведскому телевидению проходили фрагменты советских мультфильмов о Чебурашке и Гене в переводе, но бывало это редко и случайным образом.

## Авторские права
В 1990-х и 2000-х годах разгорелись споры вокруг авторских прав на образ Чебурашки. Они касались использования образа Чебурашки в различных товарах, названиях детских садов, детских эстрадных студий и клубов (что было обычной практикой в советское время), а также авторства самого образа Чебурашки, которое, по утверждению Эдуарда Успенского, целиком принадлежит ему, в то время как его оппоненты утверждают, что известный сегодня характерный образ Чебурашки с большими ушами впервые появился в мультфильме «Крокодил Гена» и был создан художником-постановщиком мультфильма Леонидом Шварцманом. В 1990-е годы Успенский также оформил права на торговую марку «Чебурашка», использовавшуюся ранее в таких товарах, как конфеты и детская косметика. Использование названия стало предметом спора писателя с кондитерской фабрикой «Красный Октябрь».
Леонид Шварцман в 2020 году рассказывал, что с ним заключали договоры несколько фирм, которые помещали изображения Чебурашки на майки и кепки. Потом у Шварцмана был суд с зарубежным художником (он использовал образ Чебурашки для тюбиков зубной пасты). В судебном решении было отмечено, что Шварцман не сумел доказать авторство Чебурашки.
В частности, в феврале 2008 года ФГУП «Фильмофонд киностудии Союзмультфильм» (собственник исключительных прав на мультфильм) высказал намерение истребовать компенсацию у создателей киноленты «Самый лучший фильм» за использование образа Чебурашки без разрешения. В телевизионной версии фильма данный эпизод с Чебурашкой был вырезан, но его можно увидеть в видеоверсии. В ней демонстрируется Чебурашка, сидящий в клетке на птичьем рынке.
В апреле 2011 года Эдуард Успенский повторно проиграл (после отмены первого решения по делу Мосгорсудом) иск к ООО «ФлэшМастер» о взыскании компенсации за нарушение авторских прав и запрете распространять USB-накопители, выполненные в форме игрушек с изображением персонажей «Чебурашка» и «Кот Матроскин».
Премьер-министр России Владимир Путин во время встречи с российскими мультипликаторами 28 июня 2011 года, получившей широкое освещение в прессе (в частности, в статье газеты «Коммерсант» № 116 от 29 июня 2011 года), назвал ФГУП «Объединенная государственная киноколлекция» (бывш. ФГУП «Фильмофонд киностудии Союзмультфильм»), раздававшей лицензии на использование произведений авторов советских мультфильмов, «конторой „Рога и копыта“» и дал указание о её ликвидации.
24 апреля 2020 года руководство «Союзмультфильма» решило заняться вопросом возврата прав на использование образа Чебурашки у японской компании SP International.

## Переносные значения слова «чебурашка»

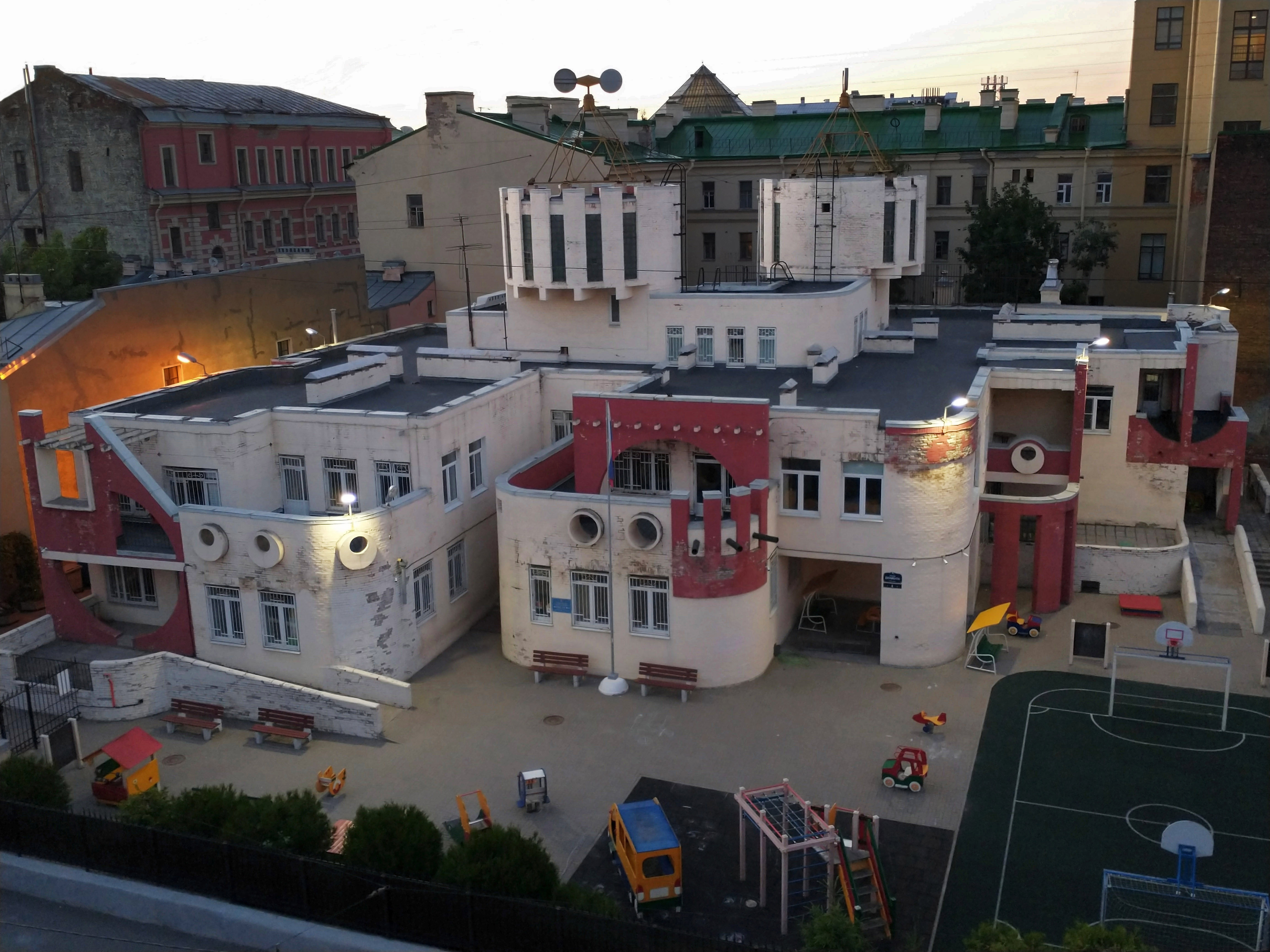
Здание детского сада, известное как «Чебурашка»

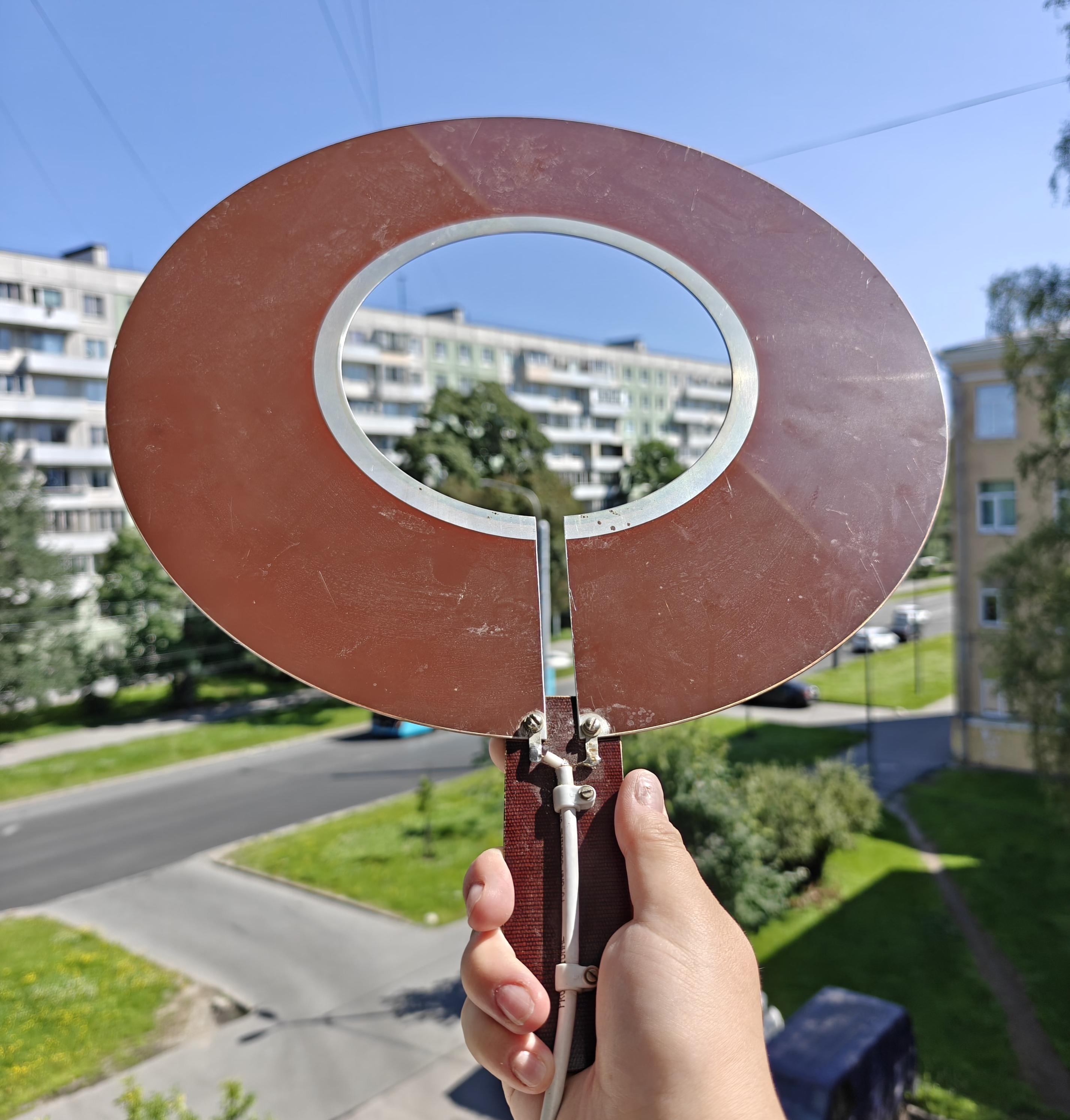
Антенна-«чебурашка»

«Чебурашкой» часто называют предметы, так или иначе напоминающие Чебурашку, в числе которых:
- самолёты A-10 «Тандерболт-II»[48] и Ан-72[49], с характерным «ушастым» расположением двигателей;
- спиннинговый груз шарообразной формы с двумя проволочными петлями[50];
- электровоз ЧС2[51] — ассоциативное внешнее сходство с Чебурашкой благодаря массивным рамкам лобовых стёкол; в мультфильме «Шапокляк» герои едут на электровозе, похожем на гибрид ЧС2 и ВЛ22;
- автомобили «Запорожец» моделей ЗАЗ-966 / 968 / 968А — из-за характерных воздухозаборников, выступающих по бокам кузова[52];
- машина тропосферной связи 15В75 «Торф-2» ракетного комплекса РТ-2ПМ «Тополь» — из-за характерной формы антенны[53][54];[значимость факта?]
- мобильный телефон Nokia N-Gage — из-за того, что при разговоре его нужно было подносить к уху торцом, вследствие чего он становился похож на большое ухо;[значимость факта?]
- По названию витаминизированного напитка «Чебурашка»[55], «чебурашками» называют бутылки для напитков ёмкостью 0,33 л и 0,5 л[56];
- В компьютерной игре World of Tanks «Чебурашкой» называют американский танк T29 — за огромную башню с характерными выступающими по бокам бронечехлами оптического дальномера («уши»).[значимость факта?]

Также существует ироничное выражение «мех чебурашки», или «чебурашка натуральный», означающее искусственный мех.

## Чебурашка в современной культуре

### «Чебурген»
Проект «Чебурген», созданный в 2003 году художниками Андреем Кузнецовым и Максимом Покалёвым, собрал более двухсот художественных работ и фотографий различных авторов, изображающих героев мультфильма в пародийном и юмористическом контексте. Среди наиболее интересных работ проекта — серия «Чебураки» Андрея Кузнецова, включающая пародии на кинофильмы и исторические события.

### «Чебуран-пати»
В феврале 2002 года в Москве стартовала серия танцевальных вечеринок «Чебуран-пати». Их постоянными участниками стали посетители московских клубов, давшие положительный ответ на вопрос, считают ли они себя Чебурашкой, задаваемый автором идеи — диджеем Сводником (Тимофеем Овсенни). Были проведены десятки вечеринок в Москве и несколько — в Гоа (Индия).

### Чебуратор
Метаморфоза, случившаяся с Чебурашкой после просмотра фильма «Терминатор». Впервые появился в скетче и песне группы «Красная плесень» из альбома «Девятый бред» 1994 года. В дальнейшем существовал как герой анекдотов, а с распространением интернета стал персонажем карикатур, фотожаб, демотиваторов и пр.

### Российская сеть
В 2014 году депутат член Совета Федерации Максим Кавджарадзе внёс предложение о создании внутрироссийской коммуникационной сети, в которую будет закрыт доступ с территории стран Евросоюза и США, назвать её он предложил «Чебурашка».

### Прочее
- Чебурашка упоминается в песнях группы «2ва Самолёта» «Последняя песня Чебурашки» (альбом «Подруга подкинула проблем») и «Чебурашка и Крокодил» группы «Мечтать» (альбом «Лётчик»).[значимость факта?]
- В Томске действует региональная общественная организация Военно-Патриотический Центр «Друзья Чебурашки»[значимость факта?]

## Компьютерные игры
- Чебурашка в Городе механических человечков (2006)
- Чебурашка. Домик для Чебурашки. Логика 1 (2007)
- Чебурашка в зоопарке. Логика 2 (2007)
- Письмо для Чебурашки (2007)
- Чебурашка. Ушастые истории (2007)
- Чебурашка учит английский язык (2008)
- Чебурашка. Похищение века (2010)
- Чебурашка. Что такое хорошо и что такое плохо

## Памятники Чебурашке

Крокодил Гена и Чебурашка
(Хабаровские городские пруды)

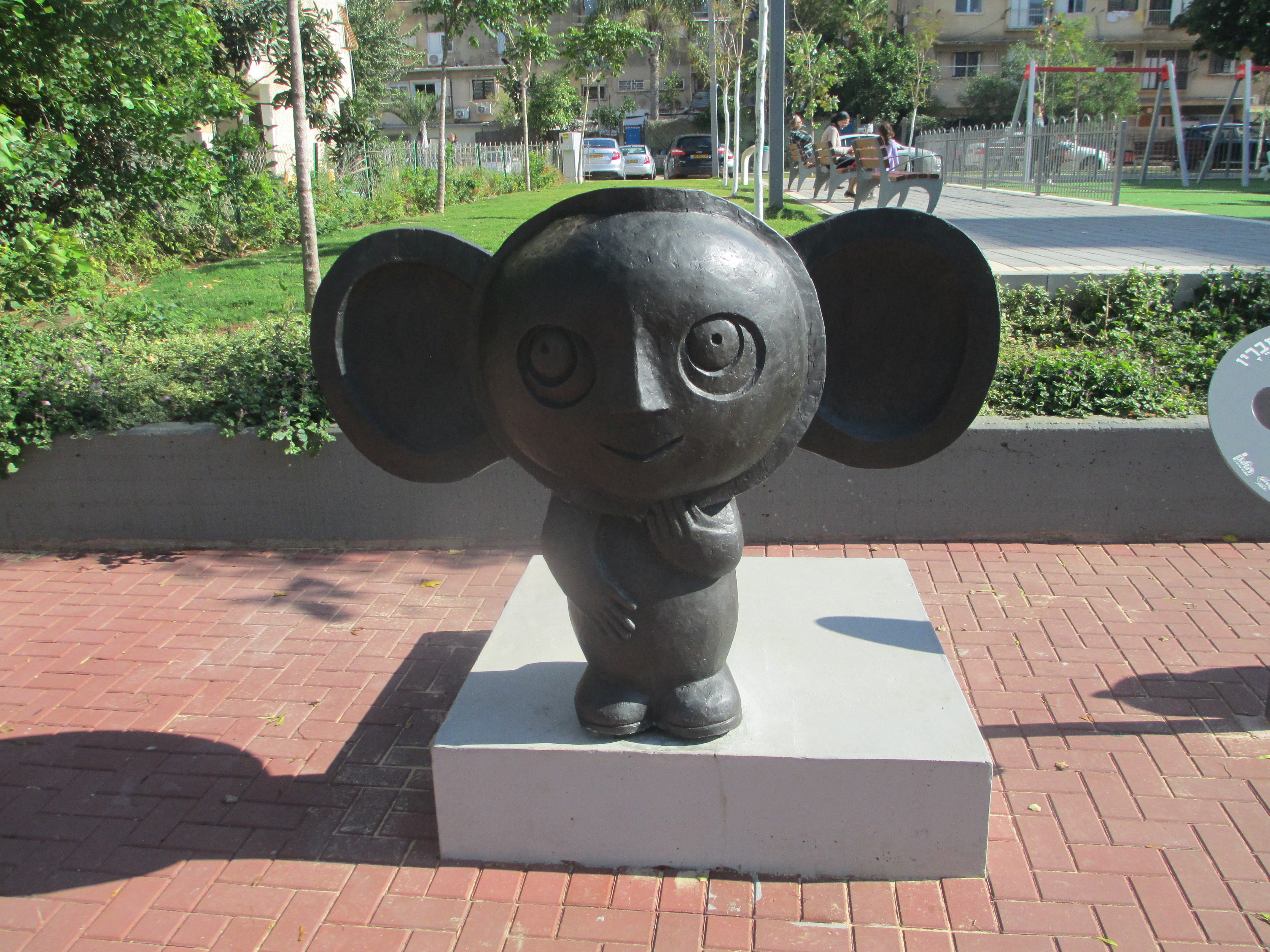
Скульптура Чебурашки в одноимённом парке Холона

- В Крыму (Ялта, посёлок Гаспра) установлено два памятника — крокодилу Гене и Чебурашке[64].
- В городе Ишимбае установлена скульптурная композиция «Крокодил Гена и Чебурашка»[65].
- Памятник, изображающий Чебурашку, крокодила Гену, старуху Шапокляк и крысу Лариску, установлен в 2005 году в подмосковном городе Раменское (скульптор Олег Ершов)[66].
- Памятник Чебурашке планировалось установить в 2007 году в Нижнем Новгороде[10].
- 29 мая 2008 года на территории детского сада № 2550 в Восточном административном округе Москвы был открыт музей Чебурашки. Среди его экспонатов — пишущая машинка, на которой Эдуард Успенский создал историю Чебурашки[67].
- Памятник крокодилу Гене и Чебурашке наряду со скульптурами других героев советских мультфильмов установлен в Хабаровске возле городских прудов, неподалёку от «Платинум-Арены»[68].
- Памятник Чебурашке и крокодилу Гене установлен в Кременчуге.
- Скульптуры Чебурашки и крокодила Гены установлены в Днепре в парке имени Лазаря Глобы[69].
- В 2018 году в городе Холон был разбит сад-рассказ «Чебурашка и его друзья»[70].
- 21 августа 2020 года медный памятник Чебурашке был установлен в Чебоксарах в парке культуры и отдыха им. космонавта А. Г. Николаева[71].

## День рождения Чебурашки
С 2003 года в Москве ежегодно во вторые-третьи выходные августа проходит благотворительная акция для детей-сирот «День рождения Чебурашки». В 2005 году в связи с проведением данной акции Эдуард Успенский объявил, что День рождения Чебурашки 20 августа.

## Чебурашка на значках

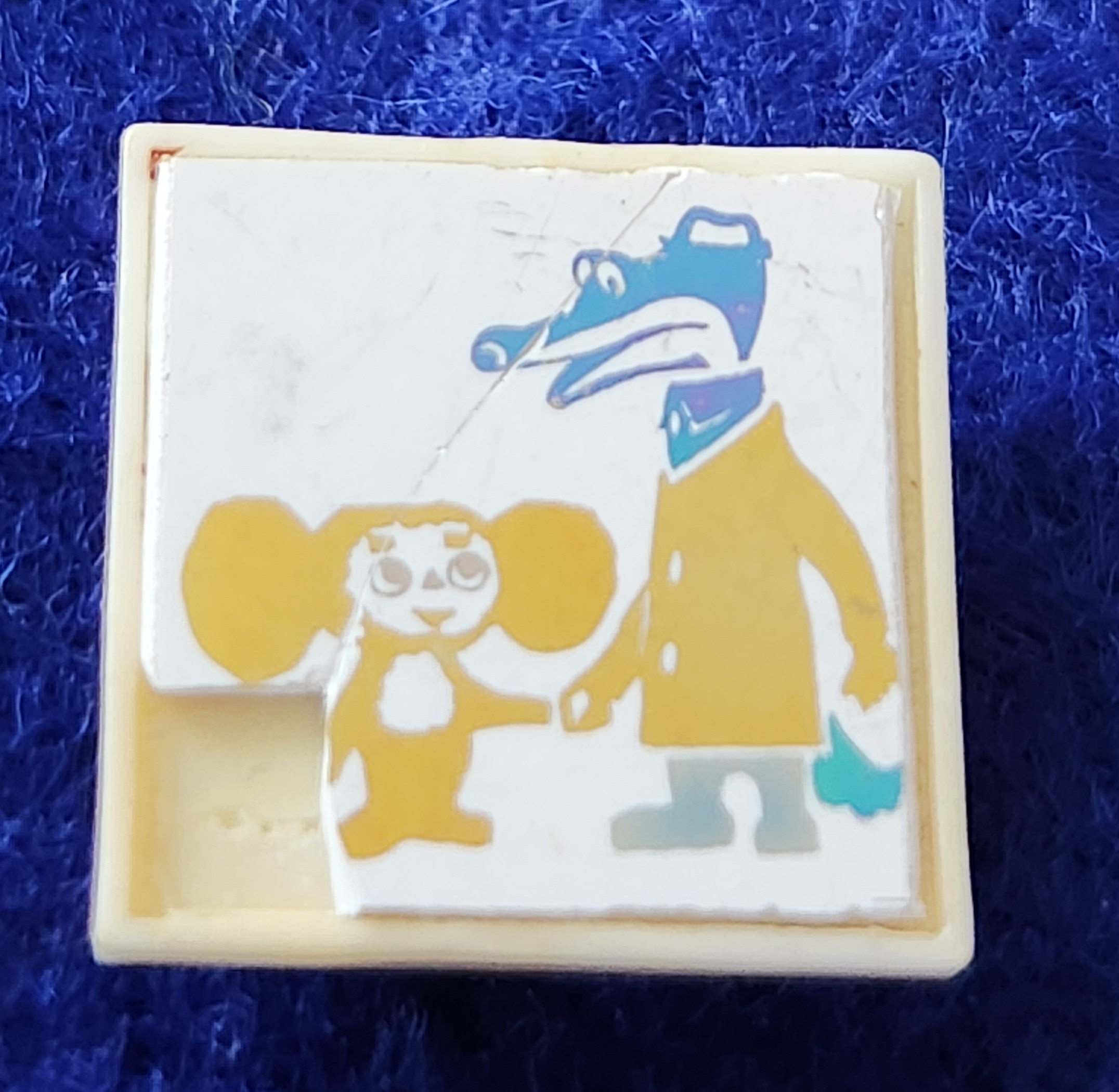
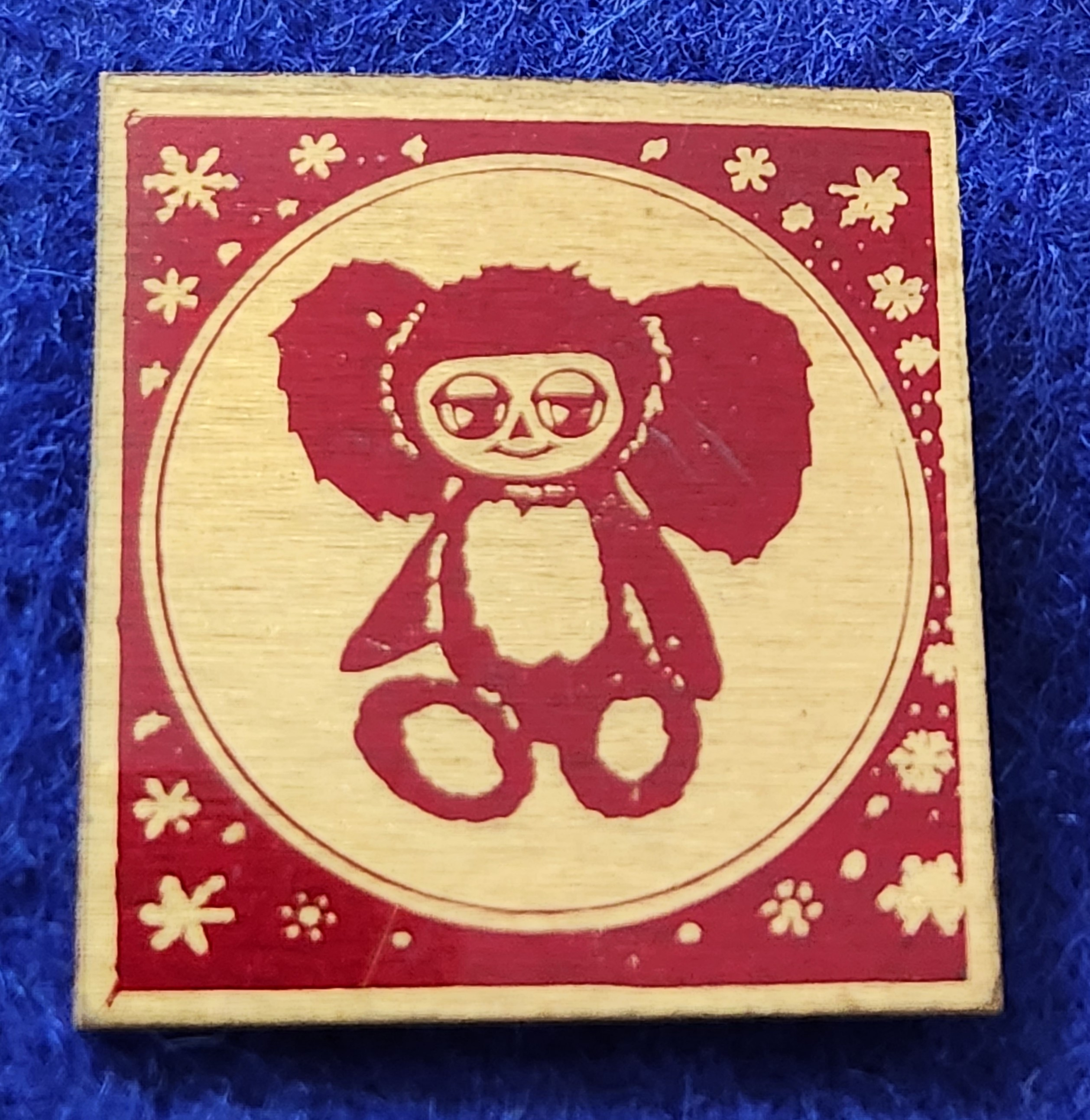
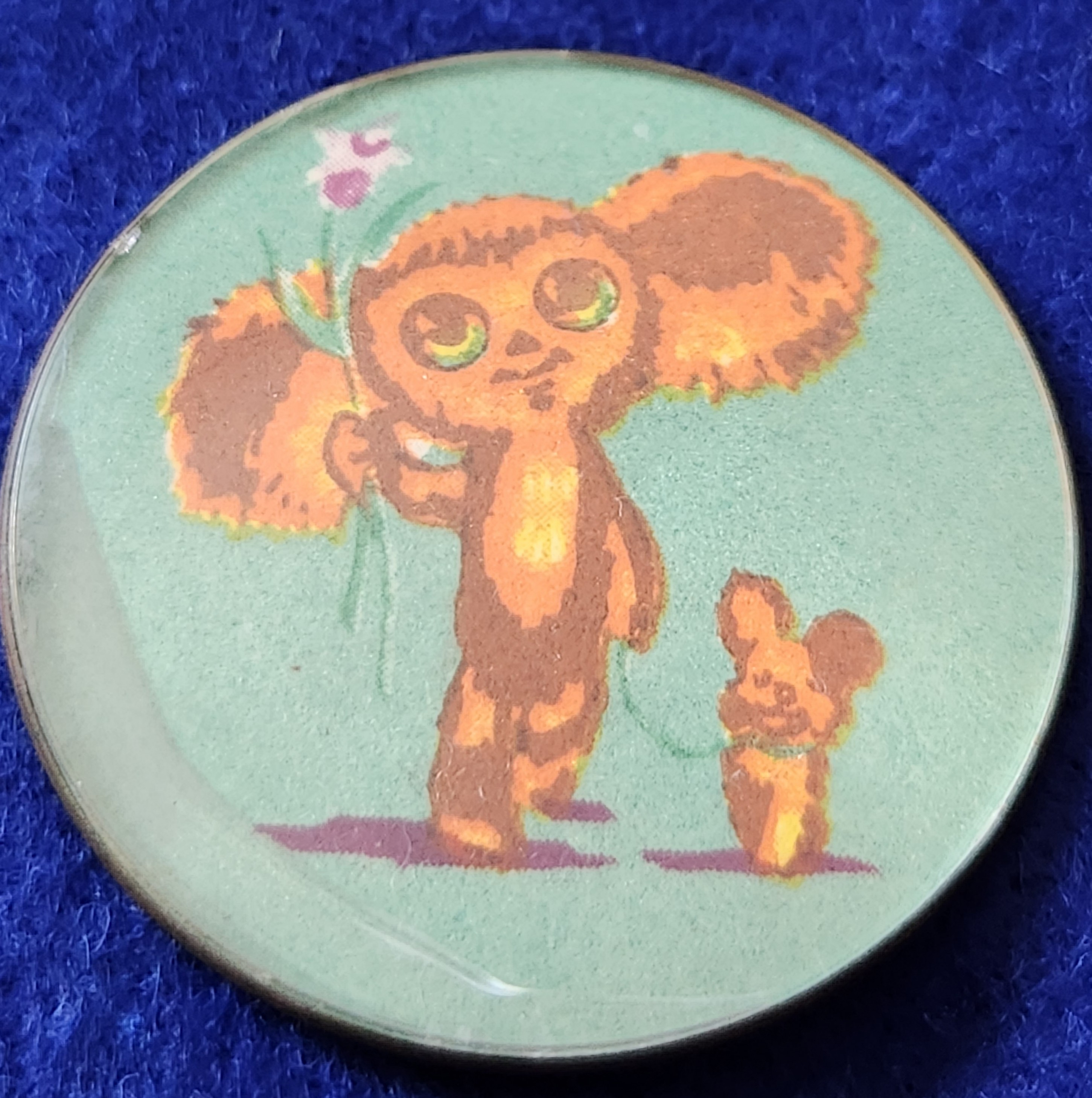